# グイード・ディヴレーア
グイード・ディヴレーア（Guido d'Ivrea, ? – 965年6月25日）は、951年から965年までのイヴレーア侯（辺境伯）である。

## 生涯
イタリア王ベレンガーリオ2世の息子で、アダルベルト2世とコッラードの兄弟である。父と兄がイタリア王位についた後イヴレーア侯位を授かった。
ベレンガーリオとアダルベルトはザクセンの皇帝オットー1世と戦闘となった。ベレンガーリオとアダルベルトは963年に我慢強い抵抗の後サン・レーオの要塞に籠もった。ベレンガーリオは逮捕され、アダルベルトは当時サラセン人支配下にあった南フランスのフラクシネトゥムに逃亡した。そして、コルシカ島へと移動した。
ベレンガーリオの妻ウィラ（その間オルタ湖の要塞に籠城した）は夫と共に逮捕され、二人はバンベルクに移送されそこで亡くなった。
皇帝はイヴレーア辺境伯を再編しグイードを首長とした。964年、アダルベルトはグイードとコッラードの助けによりイタリアに戻り、冠を取り戻そうとした
965年、シュヴァーベン公ブルヒャルト3世に率いられたシュヴァーベン軍に敗退し、グイードは処刑されアダルベルトは最終的にブルゴーニュへ撤退した。